# Kuro no sumika - Chronus
Kuro no Su - Chronus- (黒の栖-クロノス-?) è un film d'animazione giapponese prodotto dallo Studio 4°C per il progetto Anime Mirai 2014. Diretto da Naoyuki Onda, l'anime si inserisce nelle lista di titoli appositamente animati grazie ai fondi dell'Agenzia per gli Affari Culturali del governo giapponese e che prevedono di essere impiegati per l'allenamento di giovani animatori.

## Trama
Makoto è un liceale con un dono che lo accompagna dall'infanzia: è capace di vedere la morte e i suoi ministri: gli shinigami. Mai creduto da alcuno, il ragazzo ha rinunciato a convincere gli altri del suo potere e si limita ad osservare gli uomini e le donne nero vestite far il loro lavoro, senza tentare mai di intervenire.
Quando però la morte gli sottrae l'amica d'infanzia e compagna di classe Hazuki, una brillante studentessa che sta però affrontando un duro periodo, Makoto decide di voler strappare la ragazza all'aldilà, una volta appurato che non ha tentato di suicidarsi.
Con la complicità di Akira, uno degli uomini in nero incaricati di accompagnare i defunti nell'Oltretomba, Makoto si fa inviare nel limbo per afferrare all'ultimo momento l'anima di Hazuki; di fronte alle insistenze della ragazza che gli suggerisce di lasciarla andare, poiché infortunatasi nell'incidente d'auto che l'ha lasciata in coma, Makoto le confessa di amarla profondamente.
Hazuki, sebbene sia a tutti noto che la ragazza frequenta un ricco ragazzo straniero, gli svela di ricambiare i suoi sentimenti da altrettanto tempo; così i due si ricongiungono, vivi entrambi nel mondo reale.
Poco dopo, i due ormai fanno coppia fissa e gli shinigami che li hanno sostenuti, Akira ed una sua collega, li osservano da lontano. Sorridendo i due si domandano cosa dirà quando Makoto verrà a sapere di dover liberare dalle mani del fatale destino altre persone.

## Personaggi
Makoto Nakazono (中園 真?, Nakazono Makoto)
Doppiato da Natsuki Hanae
Hazuki Horiuchi (堀内 葉月?, Horiuchi Hazuki)
Doppiata da Yō Taichi
Akira Seno (瀬野 晶?,  Seno Akira)
Doppiato da Daisuke Ono
Ichiko Shimura (志村 市子?, Shimura Ichiko)
Doppiata da Yūki Matsumoto
Shinobu Tōjō (藤条 志信?, Tōjō Shinobu)
Doppiato da Tomoaki Maeno